# Bathanthidium circinatum
Bathanthidium circinatum är en biart som beskrevs av Wu 2004. Bathanthidium circinatum ingår i släktet Bathanthidium och familjen buksamlarbin. Inga underarter finns listade i Catalogue of Life.